# 장의진
장의진(張義鎭, 1935년 ~ )은 대한민국의 공무원, 교육자이다. 경기도 구리시장, 안산시장, 충북 충주시장, 대전시 부시장, 충청남도 부지사 등을 역임했다.

## 경력
- 충청북도 영동군 영동읍 출신
- 1980년 8월 8일 이북5도청 평북 사무국장
- 1981년 7월 6일 내무부 소방국 소방과장
- 1983년 12월 26일 내무부 총무국 지도과장
- 내무부 지방행정국 지도과장
- 1985년 12월 28일 경기도 구리시장
- 1986년 4월 2일 경기도 구리시장
- 1986년 12월 23일 시장군수반 입교
- 1988년 2월 12일 경기도 안산시장
- 1988년 6월 1일 충청북도 충주시장
- 1988년 6월 9일 충청북도 기획관리실장
- 1989년 1월 4일 내무부
- 1989년 9월 20일 내무부 본부 지방세심의관
- 1989년 12월 27일 국방대학원 입교
- 1991년 1월 11일 대전시 부시장
- 1993년 3월 16일 내무부 본부 민방위국장
- 1994년 1월 1일 내무부 지역경제국장
- 1994년 7월 1일 충청남도 부지사
- 1995년 5월 25일 대한지방행정공제회 감사
- 1997년 2월 10일 한일은행 비상임이사
- 배재대학교 초빙교수